# Brenna (Włochy)
Brenna – miejscowość i gmina we Włoszech, w regionie Lombardia, w prowincji Como.
Według danych na rok 2004 gminę zamieszkiwało 1817 osób, 454,2 os./km².

## Miasta partnerskie
- Láchar, Hiszpania